# Наука в Афганистане

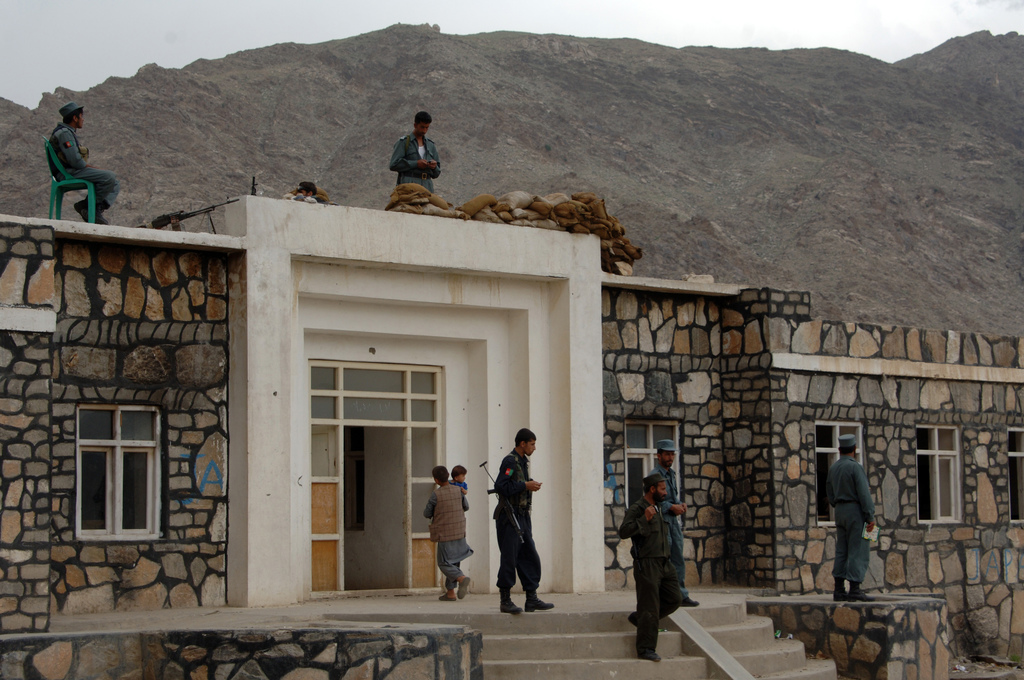
Полиция готовится к открытию одной из сотни новых школ, построенных в Афганистане

Наука в Афганистане — находится в ведении Академии наук Афганистана.

## Научные центры

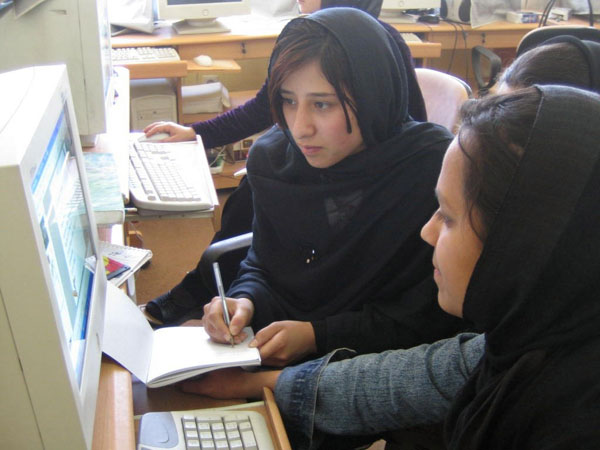
Студентки афганского колледжа, 2005 год

Основные научные центры находятся в ведении Академии наук Афганистана, в составе которой функционируют такие научные структуры, как Центр естественных наук, Институт общественных наук, Институт истории, Институт литературы, Центр изучения Кушанов, Центр изучения языка пушту, Центр «Энциклопедия» и другие.

## Образование

### История
Образование в Афганистане значительно улучшилось под властью короля Захир Шаха (с 1933 года по 1973 год). При нём началось создание начальных школ для примерно половины населения страны, которое было моложе 12 лет, а также расширение системы среднего образования и строительство Национального университета в Кабуле. Несмотря на это, очень большой процент населения оставался неграмотным.

### После вывода частей Советской Армии. Правление талибов

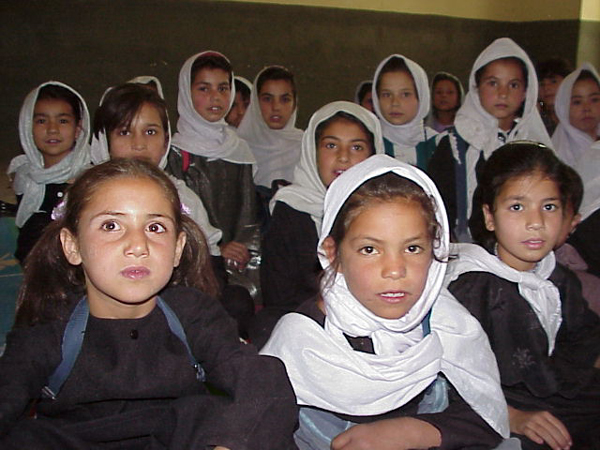
Афганские школьники

Гражданская война фактически разрушила систему образования. Большинство учителей покинули страну во время войны. В середине 1990-х годов функционировало около 650 школ. В 1996 году режим «Талибан» запретил образование для женщин, а медресе (мечеть, школа) стали основным источником начального и среднего образования.

### В наши дни

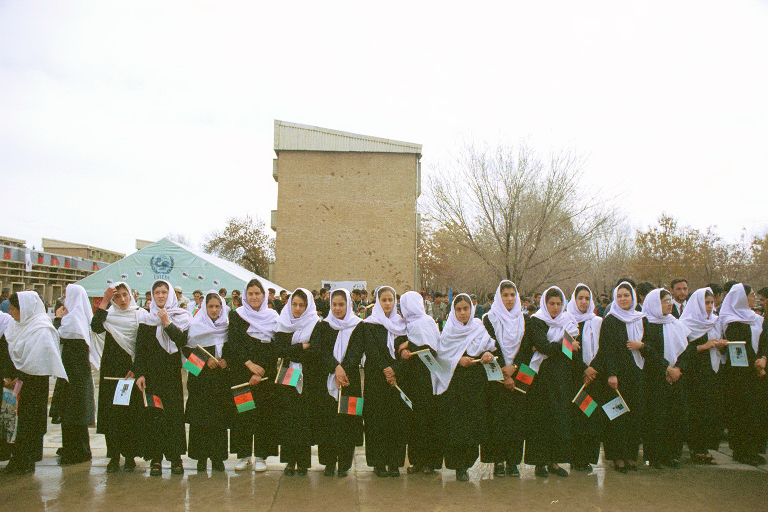
Ученицы женской школы в Кабуле, 2002 год

После свержения режима талибов в 2001 году Временное правительство Афганистана получило значительную международную помощь для восстановления образование системы. В 2003 году построено около 7000 школ, работающих в 20 из 34 провинций, с 27000 преподавателей на 4,2 млн детей (в том числе 1,2 миллиона девочек). Из этого количества около 3,9 млн человек училось в начальных школах. Кабульский университет вновь открыт в 2002 году, в нём обучалось около 24000 студентов, мужчин и женщин. Пять других университетов были восстановлены в начале 2000-х годов. В 2001 году в государственных школах включены религиозные предметы. В 2003 году, по оценкам, 57 процентов мужчин и 86 процентов женщин были неграмотны, а отсутствие квалифицированной и образованной рабочей силы является одной из основных экономических трудностей.
Системой высшего, среднего и специального образования в Афганистане руководят Министерство просвещения и Министерство высшего образования.

### Университетские центры
Крупнейшие университетские центры в стране — университеты в городах Кабул, Кандагар, Герат, Мазари-Шариф, Джелалабад.

### Женское образование
С приходом талибов к власти в 2021 году женщины подвергаются дискриминации — любая форма женского образования, от начальной школы до университетов, запрещена.